# 太子インターチェンジ
太子インターチェンジ（たいしインターチェンジ）は、大阪府南河内郡太子町春日にある、南阪奈道路のインターチェンジである。本線料金所を併設している。なお一般道路から同IC入口、美原方面から同IC出口の各料金所ブースを入る直前で、左側の路肩側に当料金所事務所が有り、数台の駐車場とトイレが設置され使用可能である（但し本線道路からは利用不可）。
本項では、本線上に設置されている、太子本線料金所(たいしほんせんりょうきんじょ)についても記述する。

## 道路
- E91 南阪奈道路（5番）

## 接続する道路
- 南河内フルーツロード（広域農道）

## 料金所

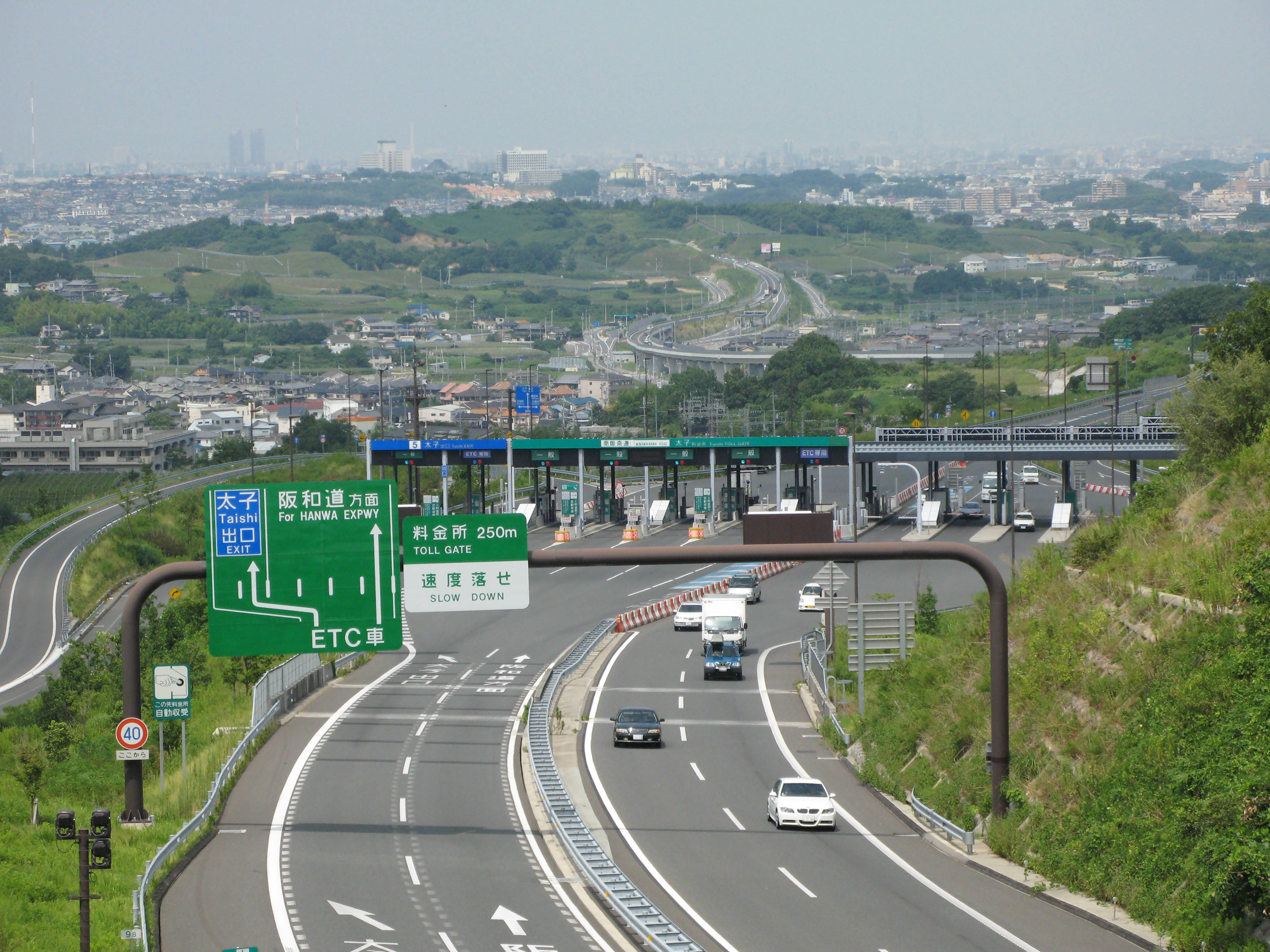
太子本線料金所

全ブース一般レーンは料金自動収受機のみである。
- 総ブース数：15（本線：9・出入口：6）

葛城方面 → 美原方面（太子本線料金所）
- ブース数：5
  - ETC専用：1
  - 一般：4

美原方面 → 葛城方面（太子本線料金所）
- ブース数：4
  - ETC専用：1
  - 一般：3

太子入口 → 美原方面・美原方面→太子出口
- ブース数：2
  - ETC専用：1
  - 一般：1

太子入口 → 葛城方面
- ブース数：2
  - ETC専用：1
  - 一般：1

葛城方面 → 太子出口
- ブース数：2
  - ETC専用：1
  - 一般：1

## 周辺
- 叡福寺
- 小野妹子墓
- 推古天皇陵
- 二上山
- 穴虫峠
- 竹内街道
- 二子塚古墳
- 科長神社
- 上ノ太子観光みかん園

## 隣
E91 南阪奈道路
(4) 羽曳野東IC - (5) 太子IC/料金所 - (6) 葛城IC